# Volcan du Croscat
Le volcan du Croscat est un volcan éteint de la Cordillère transversale situé dans la commune de Santa Pau (comarque de la Garrotxa, en Catalogne) au nord-ouest de l'urbanisation.

## Géographie
C'est le plus haut volcan de la région volcanique d'Olot, avec 788 ou 789 m d'altitude et 800 m de diamètre à sa base.
Il fait partie du parc naturel de la zone volcanique de la Garrotxa.
De type strombolien, son cône est le plus grand de la péninsule ibérique avec 160 m de hauteur. C'est également, semble-t-il, le plus jeune de tous. Le cratère se trouve sur un des versants.

## Histoire
C'est un des plus anciens de la comarque et le dernier volcan de la péninsule à entrer en éruption, il y a environ 14 000 ans.
Au sommet, il y a les restes d'une ancienne tour de défense.
Ce volcan fut exploité pendant 25 ans pour la production de grave.

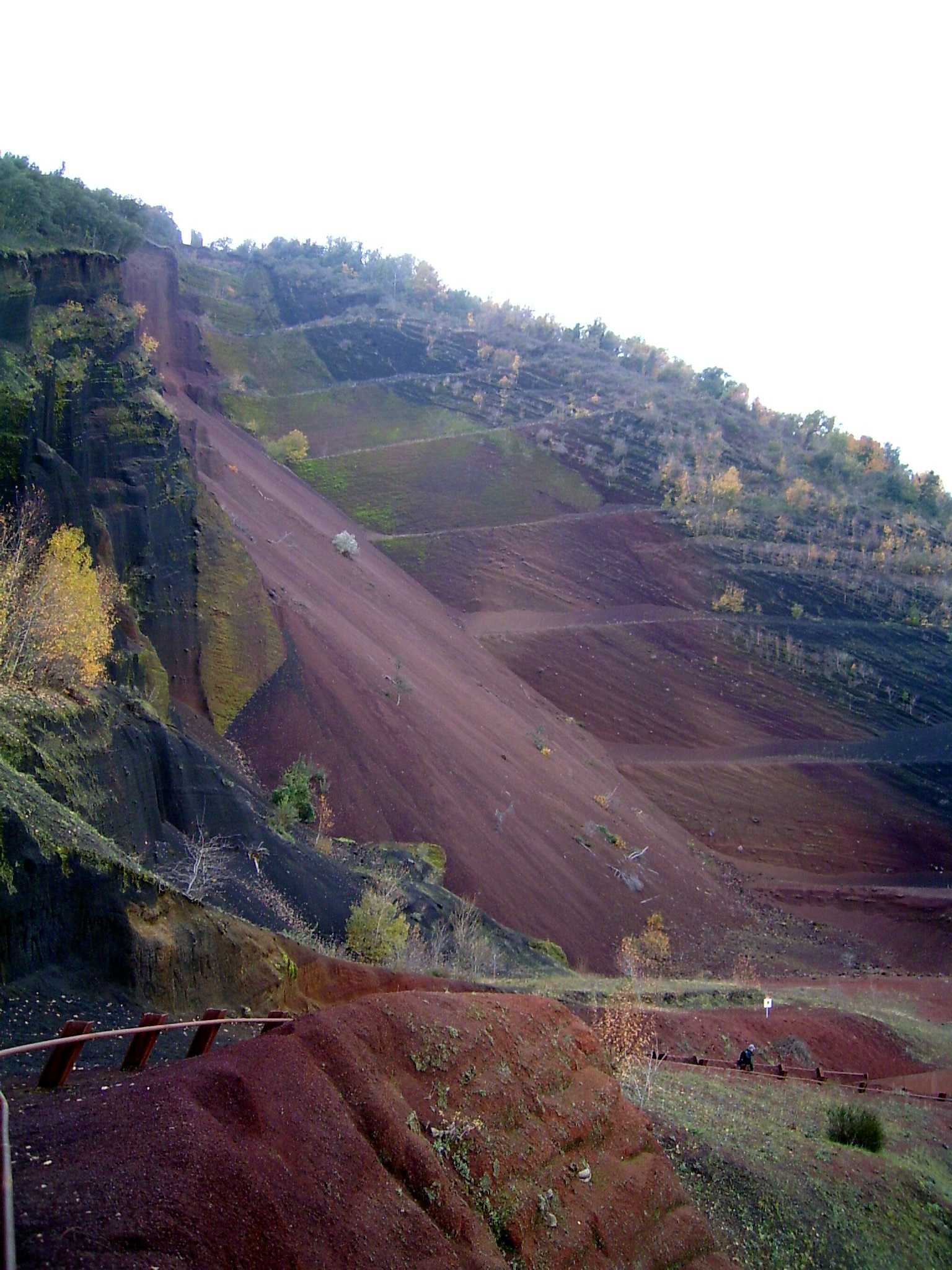
Vue de la gravière.